# Stifttand
Stifttanden zijn twee tanden die haasachtigen achter de snijtanden in de bovenkaak hebben. Deze stifttanden zijn aan de voorkant van het gebit niet zichtbaar, ze zijn korter dan de voorste snijtanden en vallen er helemaal achter weg. De stifttanden vormen een van de verschillen tussen haasachtigen en knaagdieren.
De stifttanden groeien gedurende het hele leven door, net als de overige tanden en kiezen. Bij een haasachtige met een gezond gebit sluiten de stifttanden naadloos aan op de snijtanden in de onderkaak. Bij het eten slijten de snijtanden hierdoor netjes op elkaar af. Dit is ook nodig, want de snijtanden groeien ongeveer 2 mm per week.
Bij tamme konijnen met een slecht gebit kan er worden overgegaan tot het trekken van de snijtanden door een dierenarts. Het is daarbij heel belangrijk dat óók de stifttanden geheel worden getrokken. Wanneer dit niet of onzorgvuldig gebeurt, zullen de stifttanden weer terug groeien. Er zijn dan geen tanden meer om af te slijten, waardoor de stifttanden onbeperkt kunnen doorgroeien. In dit geval zullen de tanden opnieuw getrokken moeten worden.